# Drosophila nesiota (artundergrupp)
Drosophila nesiota är en artundergrupp inom släktet Drosophila, undersläktet Drosophila och artgruppen Drosophila flavopilosa. Artgruppen består av fyra arter.

## Arter
- Drosophila gentica Wheeler & Takada in Wheeler et al., 1962
- Drosophila incompta Wheeler & Takada in Wheeler et al., 1962
- Drosophila mariaehelenae Vilela, 1984
- Drosophila nesiota Wheeler & Takada in Wheeler et al., 1962